# Валентина (фильм, 1981)
«Валентина» — советский художественный фильм режиссёра Глеба Панфилова, первая экранизация пьесы Александра Вампилова «Прошлым летом в Чулимске».

## Сюжет
Время действия — 1970 год. В небольшом таёжном посёлке в чайной работает официанткой 18-летняя Валентина. Она любит следователя Шаманова, а он, поглощённый своими делами, ничего не замечает. Её признание становится для него озарением, но на пути любви Валентины появляются препятствия, приводящие к драматической развязке.
Павел, сын буфетчицы Анны, влюблён в Валентину. Он стал свидетелем разговора Валентины и Шаманова, в ходе которого та призналась, что любит Владимира. Павел требует, чтобы Шаманов оставил Валентину, но Шаманов отвечает, что они с Валентиной любят друг друга. Тогда Павел угрожает убить следователя. Владимир вынимает из кобуры свой табельный пистолет и спокойно даёт его Павлу, тем самым провоцируя того. Павел проверяет обойму пистолета и стреляет в Шаманова, но промахивается. Подавленный невозмутимостью следователя, Павел уходит. За Шамановым приходит служебный автомобиль. Он уезжает, но перед отъездом он пишет записку для Валентины, в которой просит её ждать его вечером у чайной. Записку Шаманов отдаёт аптекарше Зинаиде, которая тоже его любит.
Зинаида, желая вызвать ревность Шаманова, начинает флиртовать с бухгалтером Мечеткиным, но в разговоре с ним старается заставить его ухаживать за Валентиной. Бухгалтер сразу берёт быка за рога и по-деловому назначает Валентине свидание, но получает отказ. Тогда он решает действовать через отца Валентины, Фёдора.
Тем временем Павел настойчиво предлагает Валентине быть с ним, но она равнодушна к его ухаживаниям. Павел допытывается, было ли у неё что-нибудь с Шамановым. Едва не расплакавшись, Павел зовёт её вечером на танцы. 
Отец Валентины серьёзно воспринял намерения Мечеткина и, подозвав Валентину, стал расхваливать достоинства бухгалтера и предложил выйти за него замуж. Валентина твёрдо отказалась. После этого разговора у Павла с матерью происходит ссора из-за того, что она заставляет его навсегда уехать из посёлка. Валентина из жалости соглашается пойти с ним на танцы. Зинаида отговаривает Валентину, словно пытаясь предостеречь её.
В сумерках Шаманов возвращается к чайной, где надеется встретить Валентину. Зинаида признаётся ему, что не отдала записку Валентине и что та ушла на танцы с Павлом. Шаманов убегает на поиски Валентины.
Через несколько часов ночью Павел и Валентина возвращаются. Анна не спит и устраивает допрос сыну — она догадывается, что Павел изнасиловал Валентину, чтобы привязать её к себе. Шаманов тоже возвращается после безуспешных поисков к чайной и застаёт подавленную Валентину. Не зная о случившемся, Владимир несёт разную восторженную чепуху. У Валентины происходит истерика. Возбуждённый Павел снова угрожает Шаманову. Отец Валентины устраивает им всем допрос, явно собираясь совершить самосуд, но Валентина, спасая ухажёров, говорит, что была весь вечер с Мечеткиным.
Утром следующего дня Валентина, как обычно, выходит на работу, у неё на лице видны следы побоев.

## В ролях
- Дарья Михайлова — Валентина
- Родион Нахапетов — Владимир Михайлович Шаманов, следователь
- Инна Чурикова — Анна Васильевна Хороших, буфетчица
- Юрий Гребенщиков — Афанасий, муж Анны
- Сергей Колтаков — Павел, сын Анны
- Василий Корзун — Фёдор, отец Валентины
- Лариса Удовиченко — Зинаида Павловна Кашкина, аптекарша
- Всеволод Шиловский — Иннокентий Степанович Мечеткин, бухгалтер
- Максим Мунзук — Илья, охотник-эвенк
- Анатолий Панфилов — механик местной электростанции

## Съёмочная группа
- Автор сценария: Глеб Панфилов
- Режиссёр-постановщик: Глеб Панфилов
- Оператор-постановщик: Леонид Калашников
- Художник-постановщик: Марксэн Гаухман-Свердлов
- Композитор: Вадим Биберган